# Tomada da trincheira do Rio Verde
A tomada da trincheira do Rio Verde foi uma ação militar conduzida pelo exército imperial brasileiro contra uma posição defensiva paraguaia no Rio Verde, afluente do Rio Aguarhy, que é um tributário do Rio Jejuí, durante a Guerra do Paraguai. O ataque ocorreu em 2 de janeiro de 1870, com soldados sob o comando do coronel João Nunes da Silva Tavares, dando a vitória aos brasileiros, e liberando o caminho para o avanço destes.